# العملية جدعون (2020)
كانت العملية جدعون محاولة فاشلة من قبل المنشقين الفنزويليين وشركة عسكرية أمريكية خاصة، سيلفركورب يو إس إيه، للتسلل إلى فنزويلا عن طريق البحر وعزل نيكولاس مادورو من منصبه في فنزويلا. وشملت الخطة دخول البلاد بالقوارب إلى ميناء ماكوتو في الفترة من 3 إلى 4 مايو 2020 من أجل السيطرة على مطار سيمون بوليفار الدولي في مايكيتيا، والقبض على مادورو وشخصيات أخرى رفيعة المستوى في حكومته، وطردهم من البلاد. تم اختراق العملية من قبل مسؤولي حكومة مادورو في وقت مبكر. ووصف المعلقون والمراقبون، بمن فيهم مسؤولو غوايدو الذين اتصلوا في البداية بشركة سيلفركورب، العملية بأنها عملية هاوية، وتعاني من نقص التمويل، وسوء التخطيط، وفرصة نجاحها ضئيلة أو معدومة، ومهمة انتحارية.
وجرت العملية في سياق أوسع لنزاع دولي مستمر بدأ في يناير 2019 حول هوية الرئيس الشرعي لفنزويلا. نيكولاس مادورو أو خوان غوايدو. طوال عام 2019، حافظ مادورو على سيطرته على الوكالات العسكرية الفنزويلية والمؤسسات الحكومية الرئيسية. وكانت وكالات الاستخبارات الحكومية، وكذلك وكالة أسوشيتد برس، على علم مسبق بالمؤامرة، التي تم اعتراضها قبل وصول القارب الأول إلى اليابسة.
وقد مضى الهجوم قدماً على الرغم من عدم جدواه، مع احتمال أن يكون مؤسس شركة سيلفركورب جوردان غودرو مدفوعاً بمكافئة قيمتها عدة ملايين من الدولارات عرضتها الولايات المتحدة للقبض على مادورو ومسؤوليه الرفيعي المستوى أو مساعدتهم في إلقاء القبض على مادورو ومسؤوليه رفيعي المستوى فيما يتعلق بالدعوى الاتحادية المقدمة في أواخر مارس 2020 والتي تزعم تورطه في أنشطة الاتجار بالمخدرات. وشملت الغارة قاربين آليين مصنوعين من الألياف الزجاجية تملكهما سيلفركورب وأطلقا من شرق كولومبيا باتجاه الساحل الكاريبي لفنزويلا شمال كاراكاس. وكانت القوارب تقل ما يقرب من 60 منشقا فنزويليا واثنين من القوات الخاصة الأمريكية (القبعات الخضراء) السابقة التي تستخدمها سيلفركورب كمرتزقة. وقتل ثمانية معارضين فنزويليين وأسر سبعة عشر غازيا، بمن فيهم متعاقدان أمنيان أمريكيان، أذيعت استجواباتهما على التلفزيون الرسمي في الساعات التي تلت الحدث.
بعد الهجوم، أصبح من العلني أن وثيقة رسمية تحدد هدف العملية تم توقيعها في أكتوبر 2019 بين سيلفركورب ولجنة إستراتيجية غوايدو، والتي شكلها غوايدو بهدف استكشاف جميع الخيارات المتاحة لعزل مادورو من السلطة وتنصيب نفسه رئيسا. وورد أن لجنة الاستراتيجية في غوايدو انسحبت من الاتفاق وقطعت علاقاتها مع سيلفركورب وغودرو في نوفمبر 2019. وقد نفى خوان غوايدو، ولجنة استراتيجيته، ومسؤولون من حكومتي كولومبيا والولايات المتحدة أي دور لهم في الهجوم الفعلي الذي وقع في 3 مايو 2020.

## ردود الفعل

### المحلية
اتهمت إدارة مادورو الحكومتين الأمريكية والكولومبية بتدبير هذا الهجوم، الأمر الذي نفته كلتا الحكومتين. كما نفى غودرو تلقي أي مساعدة في عمليته من جانب السلطات الأمريكية والكولومبية. ووصفت نائب الرئيس دلسي رودريغيز غودرو بأنه «متعصب عنصري» وحذرت من أن «النساء الفنزويليات ينتظرنك، مجانا، ولكن بشغف عميق بالوطن».
وانتقد وزير الخارجية خورخي أريازا الحكومات الاجنبية والمنظمات الدولية «لصمتها الذي يصم الآذان في مواجهة عدوان المرتزقة ضد فنزويلا» وقال «ان نفس الاشخاص الذين يدينوننا دائما على الفور بناء على معلومات متحيزة أو خاطئة يلتزمون الصمت اليوم في مواجهة مثل هذه القضية الخطيرة والكاملة من الادلة».